# Vicente Beltrán de Heredia
Vicente Beltrán de Heredia (Audicana, Álava, 19 de noviembre de 1885 - Salamanca, 7 de junio de 1973) fue un sacerdote, fraile dominico, catedrático, teólogo e historiador español. Fue académico de la Real Academia de la Historia. 

## Biografía
Nació en Audicana (Álava) en 1885, en el seno de una familia de labradores. Estudió Humanidades en Vitoria. 
Ingresó en la Orden de Predicadores en el convento de Corias, donde hizo la profesión solemne el 11 de diciembre de 1901. Permaneció en este convento cuatro años más, de 1901 a 1905, para cursar sus estudios de Filosofía. Entonces fue enviado al Convento de San Esteban de Salamanca para cursar allí sus estudios de Teología (1905-1910). Fue ordenado sacerdote el 18 de diciembre de 1909.
En 1910 fue destinado al convento de San Vicente Ferrer de Manacor para ocupar el cargo de organista. Un año después, en 1911, es enviado a Madrid a petición de Luis G. Alonso Getino -su antiguo profesor de Historia eclesiástica- para colaborar en la redacción de la revista La Ciencia Tomista, haciéndose cargo de la sección de Historia de la Teología. A esto se dedicará desde 1911 hasta 1928, visitando con frecuencia el Archivo Histórico Nacional para desarrollar sus investigaciones. En 1913 se desplazó a Salamanca para presentar el examen de Lector. Una vez aprobado recibió el título de Lector (el doctorado en la Orden de Predicadores) en Sagrada Teología y regresó a Madrid.
En 1922 sucedió a Luis G. Alonso Getino como director de La Ciencia Tomista, cargo que ejerció hasta 1927, siendo sucedido por Alberto Colunga. En 1928 la redacción de la revista se traslada de Madrid a Salamanca, por lo que Beltrán de Heredia se traslada con ella, siendo asignado al Convento de San Esteban, en cuyo Studium generale ejercerá como profesor de Historia de la Iglesia y de Patrología. Entre 1927 y 1928 realiza estancias de investigación en varias universidades de España y Portugal, y en el Archivo General de Simancas. 
En 1930 funda, junto a Venancio Carro, la Biblioteca de Teólogos Españoles. En 1940 fue nombrado Maestro en Sagrada Teología, el más alto título académico que concede la Orden de Predicadores. Ese mismo año fue nombrado catedrático de Historia de la Teología española en la Universidad Pontificia de Salamanca, cargo que ejercerá hasta 1968. En 1944 volvió a ocupar la dirección de La Ciencia Tomista, sucediendo a Guillermo Fraile, hasta que en 1947 deja la dirección en manos de Teófilo Urdánoz.
Desde 1949 hasta 1960 dedicó unas cuantas semanas al año a visitar el Archivo Vaticano -situado en Roma- en busca de material para sus investigaciones. Lo mismo hizo en el Archivo General de Simancas desde 1922 hasta 1968. También visitó a lo largo de su carrera académica los archivos de multitud de universidades españolas: Salamanca, Santiago de Compostela, Oviedo, Zaragoza, Sevilla, Valencia, Osuna, Oñate, el Archivo de Indias, la Biblioteca Nacional de España, etc. También visitó archivos en México, Estados Unidos y República Dominicana.
Murió en Salamanca en 7 de junio de 1973, siendo enterrado en el Panteón de los Teólogos del Convento de San Esteban. 
Perteneció a la estirpe de dominicos estrictamente tomistas que se formó en torno al Convento de San Esteban de Salamanca en la primera mitad del siglo XX, junto a los padres Guillermo Fraile, Victorino Rodríguez, Venancio Carro, Teófilo Urdánoz, Manuel Cuervo, Alonso Lobo, Antonio Royo Marín, Aniceto Fernández Alonso, Santiago Ramírez, Francisco Pérez Muniz, etc.
Fue uno de los dominicos españoles -nacidos en la segunda mitad del siglo XIX o a principios del siglo XX- que se especializaron en estudios históricos, junto con Luis G. Alonso Getino, Justo Cuervo, y Venancio Carro.

## Aportaciones
Vicente Beltrán de Heredia se especializó en Historia e Historia de la Teología.
Preparó la edición y publicó a lo largo de 21 años varias obras inéditas de Francisco de Vitoria -fundador de la Escuela de Salamanca y del derecho internacional- y de Domingo Báñez, uno de los principales representantes de la Escuela de Salamanca y referente de la escuela tomista. Hasta entonces estas obras eran desconocidas. También editó otras obras menores de autores dominicos del siglo XVI.
Fue un gran admirador del historiador dominico H. Denifle, que había publicado entre 1889 y 1897 el Chartularium y un Auctuarium de la Universidad de París, mereciendo con ello la concesión de la Cruz de la Legión de Honor, la más importante condecoración que concedía la República Francesa. Inspirado por el ejemplo de Denifle editó y publicó entre 1966 y 1972 el bulario y el cartulario de la Universidad de Salamanca. 

## Distinciones y reconocimientos
A lo largo de su trayectoria académica recibió los siguientes reconocimientos:
- Maestro en Sagrada Teología (1940), el más alto título académico que concede la Orden de Predicadores.
- Académico de la Real Academia de la Historia.
- Medalla de oro de la Universidad de Santo Domingo.
- Medalla de plata de la Universidad de Salamanca.
- Medalla de oro de la ciudad de Salamanca.

## Obras

### Libros
- Los manuscritos del maestro Francisco de Vitoria (Madrid, 1928).
- El Maestro Mancio de Corpus Christi, catedrático de prima de teología en Salamanca (Salamanca, 1935).
- El Maestro Juan de la Peña, catedrático de vísperas de teología en Salamanca (Salamanca, 1936).
- Francisco de Vitoria (Barcelona, 1939).
- Historia de la reforma de la provincia dominicana de España (1450-1550) (Roma, 1939).
- Las corrientes de espiritualidad entre los dominicos de Castilla durante la primera mitad del siglo XVI (Salamanca, 1941).
- El antiguo capítulo conventual de San Esteban de Salamanca, panteón de religiosos insignes (Salamanca, 1951).
- Domingo de Soto. Estudio biográfico documentado (Salamanca, 1961).

Algunos de sus libros y de los artículos que escribió y publicó en revistas especializadas fueron incluidos en una miscelánea de cuatro volúmenes publicada en 1972:
- Miscelánea Beltrán de Heredia, vol. I (Salamanca, 1972).
- Miscelánea Beltrán de Heredia, vol. II (Salamanca, 1972).
- Miscelánea Beltrán de Heredia, vol. III (Salamanca, 1972).
- Miscelánea Beltrán de Heredia, vol. IV (Salamanca, 1972).

Además preparó la edición y publicó las siguientes obras:
- Francisco de Vitoria, Comentarios inéditos a la Secunda Secundae de Santo Tomás, ed. V. Beltrán de Heredia. t. I (Salamanca, 1932).

- Francisco de Vitoria, Comentarios inéditos a la Secunda Secundae de Santo Tomás, ed. V. Beltrán de Heredia. t. II (Salamanca, 1932).

- Francisco de Vitoria, Comentarios inéditos a la Secunda Secundae de Santo Tomás, ed. V. Beltrán de Heredia. t. III (Salamanca, 1934).

- Domingo Báñez, Comentarios inéditos a la Prima Secundae, ed. V. Beltrán de Heredia. t. I (Madrid, 1942).

- Domingo Báñez, Comentarios inéditos a la Prima Secundae, ed. V. Beltrán de Heredia. t. II (Madrid, 1944).

- Domingo Báñez, Comentarios inéditos a la Prima Secundae, ed. V. Beltrán de Heredia. t. III (Madrid, 1944).

- Domingo Báñez, Comentarios inéditos a la Tercera Parte de santo Tomás, ed. V. Beltrán de Heredia. t. I (Madrid, 1951).

- Francisco de Vitoria, Comentarios inéditos a la Secunda Secundae de Santo Tomás, ed. V. Beltrán de Heredia. t. IV (Salamanca, 1952).

- Domingo Báñez, Comentarios inéditos a la Tercera Parte de santo Tomás, ed. V. Beltrán de Heredia. t. II (Madrid, 1953).

- Tratados Espirituales de Melchor Cano, Domingo Soto y Juan de la Cruz (Madrid, 1962).

- Guía del cielo de Pablo de León con introducción del autor y el libro (Barcelona, 1963).

También editó y publicó el bulario y el cartulario de la Universidad de Salamanca:
- Bulario de la Universidad de Salamanca, tomo I (Salamanca, 1966).

- Bulario de la Universidad de Salamanca, tomo II (Salamanca, 1966).

- Bulario de la Universidad de Salamanca, tomo III (Salamanca, 1967).

- Cartulario de la Universidad de Salamanca, tomo I (Salamanca, 1970).

- Cartulario de la Universidad de Salamanca, tomo II (Salamanca, 1970).

- Cartulario de la Universidad de Salamanca, tomo III (Salamanca, 1971).

- Cartulario de la Universidad de Salamanca, tomo IV (Salamanca, 1972).

- Cartulario de la Universidad de Salamanca, tomo V (Salamanca, 1972).

- Cartulario de la Universidad de Salamanca, tomo VI (Salamanca, 1972).

### Artículos
Muy numerosos, sobre todo en La Ciencia Tomista. 